# 一號夏洛特鎮區 (北卡羅萊納州梅克倫堡縣)
一號夏洛特鎮區（英語：Township 1, Charlotte）是位於美國北卡羅萊納州梅克倫堡縣的一個鎮區，與夏洛特完全同域。

## 地方資料
一號夏洛特鎮區的面積為808.08平方千米，當中陸地面積為802.94平方千米，而水域面積為5.14平方千米。根據2020年美國人口普查的數據，當地共有人口874579人，而人口密度為每平方千米1,082.29人。